# La caccia allo Snark
La caccia allo Snark (The Hunting of the Snark) è un poemetto umoristico e nonsense dello scrittore inglese Lewis Carroll, scritto nel 1874 e pubblicato per la prima volta nel 1876 dall'editore Macmillan, con illustrazioni di Henry Holiday.
Il poema racconta le improbabili avventure di un gruppo di personaggi impegnati nella caccia a un mostro chiamato "Snark". Alcuni elementi dello Snark (in particolare la descrizione del mostro e l'uso del portmanteau) rimandano chiaramente alla poesia Jabberwocky del libro Attraverso lo specchio e quel che Alice vi trovò, pur non avendo l'opera altre correlazioni con le avventure di Alice. Come altre opere di Carroll, lo Snark è stato studiato e analizzato da molti critici; uno dei saggi più importanti sull'argomento è The Annotated Snark di Martin Gardner.
Carroll dedicò l'opera a Gertrude Chataway (1866-1951), una delle bambine con cui amava intrattenersi, e probabilmente la sua preferita dopo Alice Liddell. Sebbene molti elementi dell'opera la caratterizzino come non particolarmente adatta ai bambini (in particolare i toni spesso tenebrosi, l'assenza di un lieto fine, le illustrazioni grottesche di Holiday), Carroll inviò copie omaggio (autografate con dediche spesso basate su acrostici) a ottanta dei suoi bambini preferiti.
Come per le altre opere di Carroll, le indicazioni fornite dall'autore circa come egli avesse concepito lo Snark sono piuttosto oscure. Nel 1887 scrisse:

## Edizioni
La caccia allo Snark è stato tradotto in italiano da Cesare Vico Ludovici (La caccia allo Snarco, Magi-Spinetti, Roma 1940), Milli Graffi (La caccia allo Snualo, Studio Tesi, Pordenone 1985), Luca Tomasi (La caccia allo Squarco, 1985), Roberto Sanesi (La caccia allo Snark, SE, Milano 1989), Lucio Mazzi (La caccia allo Snark, Moby Dick, Faenza 1992, nuova edizione Self 2020) e Adriano Orefice, Il Covile, 2011) e da Paolo Pedrazzi. Una nuova traduzione di Daniela Almansi è in libreria dal 28 gennaio 2021 (La caccia allo Squarlo, Orecchio acerbo, 2021).

## Influenza culturale
L'oncologo statunitense S. Mukherjee nella sua opera L'imperatore del male propone un parallelismo tra La caccia allo Snark e la ricerca dell'origine evolutiva del gene src, causa del sarcoma virale di Rous: come lo snark risulta uno dei cacciatori che in precedenza avevano cercato di catturare l'inafferrabile snark, (da cui la natura nonsense della poesia), così, più sensatamente - e sorprendentemente per le decine di scienziati che se ne erano occupati -, l'oncogene virale src risulta essere una versione impazzita di un gene ampiamente presente in tutto il regno animale, uomo compreso; in altre parole, il nostro peggior nemico viene da dentro di noi ed è addirittura parte di noi stessi.
Il poema viene esplicitamente citato nel romanzo di fantascienza Nell'oceano della notte dello scrittore statunitense Gregory Benford che assegna il nome "Snark" a una misteriosa astronave aliena.
Il fisico David Mermin ha introdotto nello studio della superfluidità il termine boojum, tratto proprio dal poemetto di Carroll.